# Metin Eloğlu
Metin Eloğlu, né le 11 mars 1927 et mort le 11 octobre 1985, est un poète et peintre turc.
Il utilisait différents pseudonymes parmi lesquels Mehmet Metin, Mehmet Emin, Ali Haziranlı, Etem Olgunil, Nil Meteoğlu et Nil Etemoğlu.

## Œuvres
Metin Eloğlu est l'auteur d'une douzaine de recueils de poésie. 
- Düdüklü Tencere (1951) (Cocotte-minute[1])
- Sultan Palamut (1957) (Le thon Sultan[1])
- Odun (1959)
- Horozdan Korkan Oğlan (1961) (Le garçon qui avait peur du coq[1])
- Türkiye’nin Adresi (1965) (L'Adresse de la Turquie[1])
- Ayşemayşe  (1968)
- Dizin (1971) (L'Index[1]), pour lequel il reçoit le prix de poésie TDK
- Yumuşak G (1975)
- Rüzgâr Ekmek (1978)
- Hep (1982) (Toujours[1])
- Yine (1982) (Encore[1]), réédition de précédentes œuvres
- Şiirce, (1982), réédition de précédentes œuvres
- Ay Parçası (1983)
- Önce Kadınlar (1984) (Cette solitude est mienne[1])